# Tuyên Từ Hoàng hậu
Tuyên Từ hoàng thái hậu (chữ Hán: 宣慈皇太后, ? - 14 tháng 9, 1318), là hoàng hậu thứ hai của Trần Nhân Tông.

## Tiểu sử
Hầu như không có nhiều thông tin về bà. Theo Đại Việt sử ký toàn thư, bà là em gái của Khâm Từ Bảo Thánh hoàng hậu, con gái thứ của Hưng Đạo đại vương Trần Quốc Tuấn và Thiên Thành Trưởng công chúa. Theo vai vế, bà là dì ruột của Trần Anh Tông. 
Sau khi Bảo Thánh hoàng hậu qua đời (1293), bà được quyền quản lý mọi việc trong Hậu cung. Sách ĐVSKTT ghi nhận, "Bấy giờ, Tuyên Từ thái hậu từ khi Khâm Từ băng, phải quản việc trong cung, tính người khó khăn nóng nảy, dạy bảo rất nghiêm, mà vua vâng theo rất kính cẩn" .
Năm Hưng Long thứ 16 (1308), Thái thượng hoàng Trần Nhân Tông băng hà.
Năm Hưng Long thứ 22 (1314), Anh Tông nhường ngôi cho Thái tử Trần Mạnh kế nghiệp, tức Trần Minh Tông. Theo lý thuyết, bà là tổ mẫu (trên danh nghĩa) của Minh Tông, nên có lẽ tôn làm Thái hoàng thái hậu. Anh Tông khi ấy từng hỏi Chiêu Văn vương Trần Nhật Duật chuyện này và tấn phong, tuy nhiên việc này chép sau khi Tuyên Từ Thái hậu băng, và rất có thể việc tấn tôn là truy tặng, như trường hợp Anh Tông đã làm khi lập Minh Tông làm Thái tử (1309), đã tấn tôn mẹ ruột Khâm Từ Thái hậu làm Thái hoàng thái hậu.
Năm Mậu Ngọ thứ 5 (1318), ngày 19 tháng 8, bà mất. Mùa đông năm ấy, bà được an táng ở bên cạnh lăng của Nhân Tông.
Theo ĐVSKTT: Trước đây, Nhân Tông từng dặn lại Anh Tông ngày sau phải đem dì (tức là Tuyên Từ Thái hậu) táng ở cạnh lăng và vẽ bản đồ chôn cất thành huyệt hình thước thợ trao lại. Đến đây, Thượng hoàng theo di mệnh, đào cạnh lăng để chôn. Đất lăng nhiều bùn lầy, tiếng đào đắp vang động cả khu lăng. Thượng hoàng có vẻ lo. Trước đây, khi sắp chôn Thái hậu [vào đấy], các quan tâu rằng không nên làm kinh động lăng tẩm. Thượng hoàng nói: "Tiên đế có lệnh, ta không dám trái. Nếu có tổn hại gì, ta sẽ chịu cả".